# 25D/Néouïmine
Pour les articles homonymes, voir Comète Néouïmine.
25D/Néouïmine (désignation internationale 25D/Neujmin), appelée également Néouïmine 2 (Neujmin 2), est une comète périodique du système solaire découverte par Grigori Néouïmine (observatoire de Simeïz) le 24 février 1916.
Elle fut confirmée par George Van Biesbroeck (observatoire Yerkes, Wisconsin, États-Unis) et Frank Watson Dyson (observatoire royal de Greenwich en Angleterre) le 1er mars.
Une prévision faite par Andrew Crommelin (observatoire royal de Greenwich en Angleterre) pour 1921 était considérée non favorable et elle ne fut pas retrouvée. La prévision suivante pour 1927 prenait en compte un objet inconnu observé en 1920, mais malgré des recherches, rien ne fut trouvé.
En conséquence, cette comète est considérée comme perdue depuis 1927.